# Cryptopilumnus taiwanensis
Cryptopilumnus taiwanensis is een krabbensoort uit de familie van de Pilumnidae. De wetenschappelijke naam van de soort is voor het eerst geldig gepubliceerd in 2009 door Hsueh, Huang & Ng.